# Pasaiac
Pasaiac (en francès Pazayac) és un municipi francès situat al departament de la Dordonya i a la regió de la Nova Aquitània.

## Demografia
| 1962                                       | 1968 | 1975 | 1982 | 1990  | 1999  | 2007 |
| ------------------------------------------ | ---- | ---- | ---- | ----- | ----- | ---- |
| 418                                        | 411  | 625  | 627  | 2.047 | 1.854 | 828  |
| Des de 1962: població sense dobles comptes |      |      |      |       |       |      |

## Administració
| Període | Identitat             | Partit |
| ------- | --------------------- | ------ |
| 1995-   | Jean-Jacques Dumontet |        |